# Únos bankéře Fuxe
Únos bankéře Fuxe je němá groteska z roku 1923. Hlavní postavu ztvárnil Augustin Berger. Mimo to byl tento film v pořadí druhý Saši Rašilova staršího, který si zahrál hlavního strážníka. Vedlejší postavu Sherlocka Holmese si ve filmu zahrál herec a hudebník Eman Fiala.

## Děj
Bankéř Fux (Augustin Berger) i jeho velký věřitel Tom Darey (Karel Lamač) se moc a moc chtějí oženit. Ale bankéřova dcera Daisy Fuxová (Anny Ondráková) uveřejní tátovým jménem důležitý inzerát. Daisy chce, aby se její táta setkal s jednou moc překrásnou ženou jménem Maud. Jenže přitom se ona setká s Tomem Dareyem, který si zaplatí chytrého detektiva Sherlocka Holmese II. Ale Sherlock Holmes vypátrá Daisy a chce ji unést. Stane se však omyl a on unese jejího hodného tátu bankéře Fuxe. Nakonec se všechno vyjasní a dopadne to dobře. Na detektiva Sherlocka Holmese vina vůbec nepadne a Tom Darey s bankéřem Fuxem najdou své vyvolené.

## Obsazení
| Augustin Berger     | bankéř Fux              |
| Anny Ondráková      | Fuxova dcera Daisy      |
| Karel Lamač         | Tom Darey               |
| Saša Rašilov starší | náčelník policie        |
| Theodor Pištěk      | vévoda z Pommery        |
| Bronislava Livia    | Maud Gouldová           |
| Josef Zora          | strážník                |
| Josef Šváb          | Malostranský - strážník |
| Leon Poiter         | král módy               |
| J. W. Speerger      | lupič                   |
| Karel Fiala         | Karel, Dareyův sluha    |
| Ferdinand Fiala     | žalářník                |
| Anna Švarcová       | hospodyně u Holmesa     |
| Alois Dvorský       | vousatý strážník        |
| Vladimír Slavínský  | host na večírku         |
| Přemysl Pražský     | ředitel blázince        |
| Emanuel Brožík      | lékař blázince          |
| Emilie Nitschová    | Daisina vychovatelka    |
| Josef Volman        | strážník                |